# Musée national de la guerre

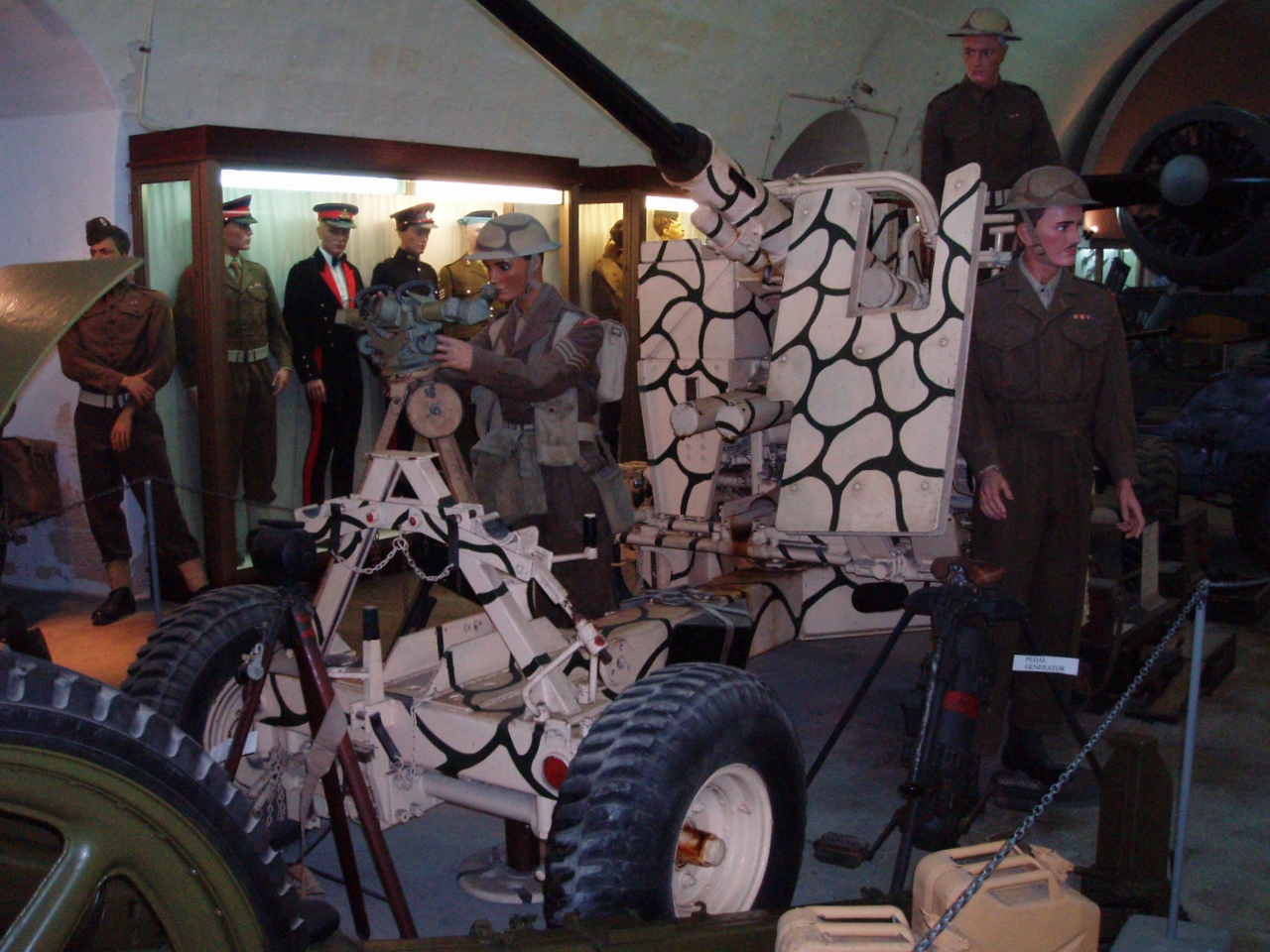
Un canon antiaérien Bofors de 40 mm de la Seconde Guerre mondiale, exposé au Musée de la guerre de Malte

Le Musée national de la guerre est un musée situé à La Valette (Malte). Ses collections portent sur la période postérieure à 1798, majoritairement sur la Première et la Seconde Guerre mondiale.

## Bâtiment
Le musée de la guerre est au Bas-fort Saint-Elme à La Valette. Le fort est construit par l'ordre de Saint-Jean de Jérusalem en 1552. Ouvert en 1975, le musée est situé dans une ancienne poudrière du fort, transformée vers 1853 en salle d'armes lors de l'agrandissement du fort par les Britanniques par le bas-fort. Avant d'être un musée cette salle sert pendant la Seconde Guerre à la formation des artilleurs antiaériens tandis que le fort devient le principal point de défense de La Valette contre les attaques aériennes pendant le blitz italien puis allemand. Agrandi et modernisé au XXIe siècle, en 2009, le musée occupe plusieurs locaux attenants, six salles, pour présenter ses collections.

## Collections

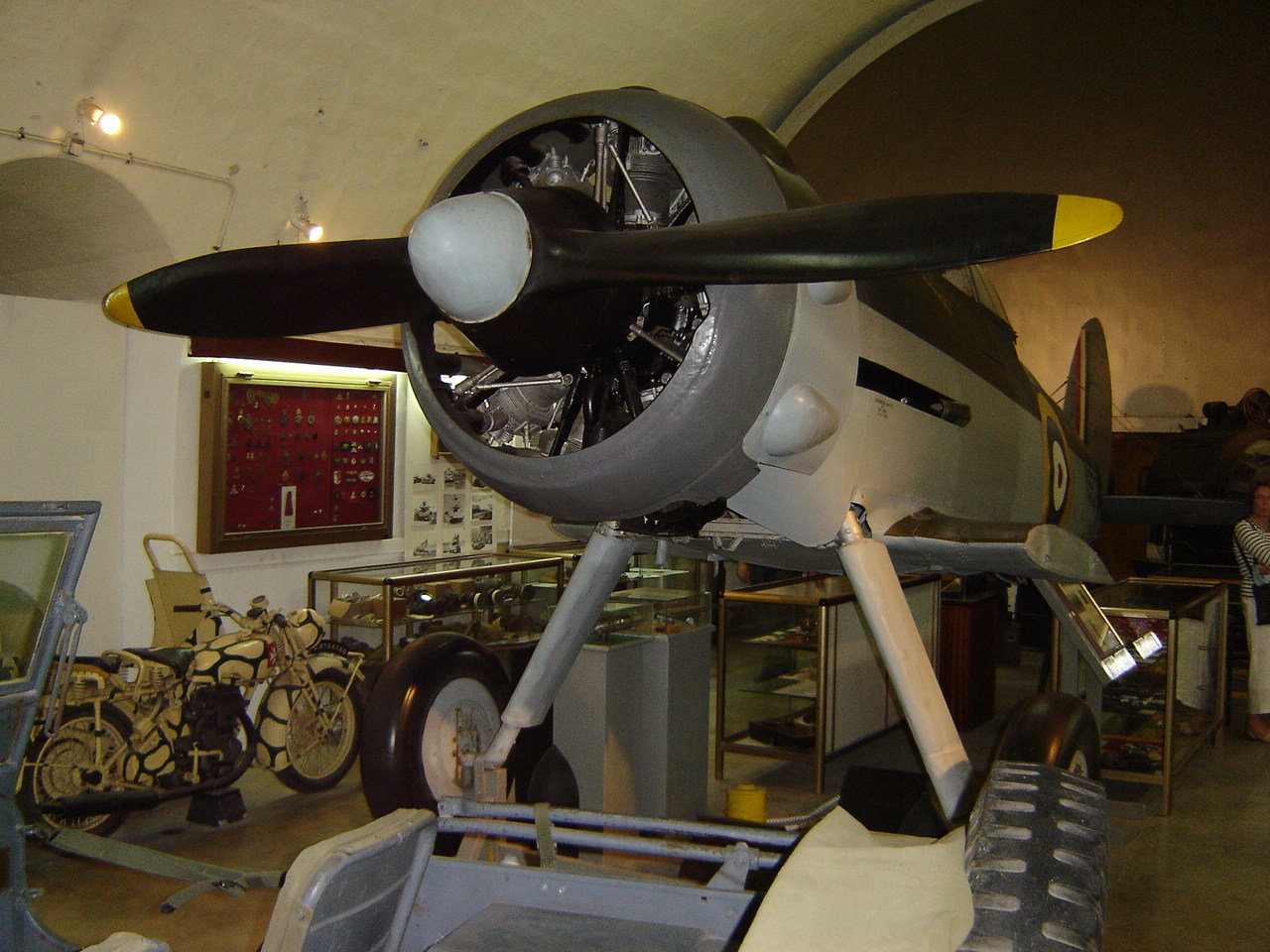
le Gloster Gladiator Faith dans le hall principal du musée

Une aile du musée est consacrée aux deux années de la occupation française de l'île (entre 1798 et 1800). Des collections d'objets militaires datant de la récente période d'occupation par la Grande-Bretagne et quelques références à la Première Guerre mondiale sont aussi présentées. De grands panneaux photographiques et beaucoup d'objets d'époque présentent les différentes opérations militaires qui concernent l'archipel maltais entre 1940 et 1943 comme l'Opération Pedestal. Un mémorial a été dédié aux soldats qui ont vaillamment combattu pour la liberté de Malte sans oublier le rappel des sacrifices de la population maltaise pendant le blitz. La George Cross attribuée à Malte et la reproduction de la lettre d'attribution du roi George VI d'avril 1942 sont exposées au musée. Pendant la Seconde Guerre mondiale, Malte fut le lieu d'une forte résistance contre les tentatives de conquête italienne et allemande. Un exemple est fourni de l'Opération Pedestal. Un mémorial a été dédié aux soldats qui se sont sacrifiés pour la liberté de Malte. La croix de George originale qui fut attribuée à Malte par le roi George VI en avril 1942 est exposée au musée. Une salle est entièrement consacrée à la Royal Navy. Le grand hall central expose, entre autres, un canon Bofors, l'avion Gloster Gladiator Faith, la Jeep Willys Husky utilisée par le général Eisenhower avant le débarquement de Sicile en 1943 puis le président Roosevelt lors de la conférence de Malte en 1945, un E-boat italien et les épaves d'un Supermarine Spitfire et d'un Messerschmitt Me-109 récupérées du fond de la mer.

## Fréquentation
Ce musée est un des lieux touristiques les plus populaires de l'archipel maltais. Il est ouvert tous les jours de 9 h à 17 h.